# Canton de Mézières-Est
Le canton de Mézières-Est est une ancienne division administrative française située dans le département des Ardennes et la région Champagne-Ardenne.

## Histoire
Le canton de Mézières-Est est issu de la division en deux du canton de Mézières en juillet 1973.

## Administration
| Période | Période      | Identité        | Étiquette | Qualité                                                                                             |
| ------- | ------------ | --------------- | --------- | --------------------------------------------------------------------------------------------------- |
| 1973    | 1976         | Marc Pétrisot   | PCF       | Métallurgiste, secrétaire départemental du PCF                                                      |
| 1976    | 1982         | Roger Mas       | PS        | Assistant à la Jeunesse et aux Sports Député (1981-1993) Maire de Charleville-Mézières de 1980-1988 |
| 1982    | 1998 (décès) | Lucien Bauchart | PS        | Employé Maire-adjoint de Charleville-Mézières                                                       |
| 1998    | 2001         | Claudine Ledoux | PS        | Professeur Députée (1997-2002) Maire de Charleville-Mézières (2001-2013)                            |
| 2001    | 2015         | Bruno François  | PS        | Instituteur                                                                                         |

## Composition

### De 1973 à 1982
En 1973, le canton de Mézières-Est est composé de :
- Une fraction de Charleville-Mézières
- La Francheville
- Gernelle
- La Grandville
- Issancourt
- Lumes
- Saint-Laurent
- Villers-Semeuse
- Ville-sur-Lumes
- Vivier-au-Court

En 1982, l'ensemble de ces communes de banlieue hormis La Francheville sont détachées pour former le canton de Villers-Semeuse.

### De 1982 à 2015
Le canton de Mézières-Est se composait d’une fraction de la commune de Charleville-Mézières et d'une autre commune. Il comptait 16 677 habitants (population municipale) au 1er janvier 2012.
| Nom                              | Code Insee | Intercommunalité     | Population (dernière pop. légale)               |
| -------------------------------- | ---------- | -------------------- | ----------------------------------------------- |
| Charleville-Mézières (chef-lieu) | 08105      | CA Ardenne Métropole | Fraction : 15 066(2012) Commune : 48 615 (2014) |
| La Francheville                  | 08180      | CA Ardenne Métropole | 1 664 (2014)                                    |

## Démographie
| 1975 | 1982 | 1990   | 1999   | 2006   | 2011   | 2012   |
| ---- | ---- | ------ | ------ | ------ | ------ | ------ |
| -    | -    | 19 051 | 19 311 | 18 069 | 16 696 | 16 677 |